# Trajštof
Trajštof (njem. Trausdorf an der Wulka, mađ. Darázsfalu) je naselje i općina u austrijskoj saveznoj državi Gradišće koje upravno pripada Kotaru Željezno-okolica.

## Stanovništvo
Trajštof prema podacima iz 2011. godine imalo je 1883 stanovnika. 1910. godine je imao 1340 stanovnika, većinom Hrvata.
Od 1723 stanovnika 2001., 907 izjasnili su se kao Nijemci, 751 kao Hrvati, a 30 kao Mađari.

## Kultura
2016. osnovana je ženska klapa „Evo nas”, koju vodi profesor Ante Pletikosić iz Splita.

## Poznate osobe
- Lovrenc Barilić, pisac i svećenik, ovdje je rođen 1865. godine.
- Barbara Karlich, prva predsjednica društva Hrvat SAM.[2]
- Jandre Kuzmić, pisac i pedagog, ovdje je umro 1940. godine.

## Vanjske poveznice
- Internetska stranica naselja